# Forst, Altenkirchen
Forst là một đô thị thuộc huyện Altenkirchen, trong bang Rheinland-Pfalz, phía tây nước Đức. Đô thị Forst, Altenkirchen có diện tích 4,35 km², dân số thời điểm ngày 31 tháng 12 năm 2006 là 671 người.